# 후쿠시마 마사노리
후쿠시마 마사노리(일본어: 福島正則, 1561년 ~ 1624년 8월 26일)는 에도 시대 초기의 다이묘이다. 도요토미 히데요시의 휘하 장수로 있으면서 용맹을 떨쳤고 시즈가타케 칠본창 중 한 명이었다.

## 생애
오와리 출신으로 아명은 이치마쓰이다. 1578년부터 이종사촌 형인 도요토미 히데요시의 휘하 장수로 들어가 용맹을 떨쳤다. 1592년에 임진왜란에서 일본군 제5군 사령관으로 참전하여 그 공으로 오와리 국의 영주가 되었다. 가토 기요마사와 더불어 무단파의 대표적 인물이며, 문치파인 이시다 미쓰나리와는 처음부터 사이가 나빴다. 그리하여 1598년 히데요시가 죽고, 1599년 윤 3월 중립을 지키던 마에다 도시이에가 죽자 가토 기요마사, 호소카와 다다오키와 함께 이시다의 집을 습격하였다.
그는 이시다 미쓰나리가 나이 어린 도요토미 히데요리를 대신하여 정권을 독차지할 것이라고 판단하여 도쿠가와 이에야스(德川家康)에게 가담하여 세키가하라 전투에서 공을 세워 히로시마번주로 임명되었고, 상공업을 육성하여 히로시마를 발전시키는 데 이바지하였으나, 1619년 금령을 어겨 시나노의 가와나카지마 지역의 소 다이묘(다카이노 번)로 쫓겨나 병사했다.

## 등장작품

### TV 드라마

#### NHK 대하드라마
- 군사 칸베에 (2014년) - 이시구로 히데오

|  | 제1대 오와리 후쿠시마 가문 당주 1597년 ~ 1620년 | 후임 후쿠시마 다다카쓰 |

|  | 히로시마번 번주 (후쿠시마 가문) 1600년 ~ 1619년 | 후임 아사노 나가아키라 |

|  | 제1대 다카이노 번 번주 (후쿠시마 가문) 1619년 ~ 1620년 | 후임 후쿠시마 다다카쓰 |